# Augustalia
Dans la Rome antique, les Augustalia étaient des fêtes célébrées en l'honneur d'Auguste.

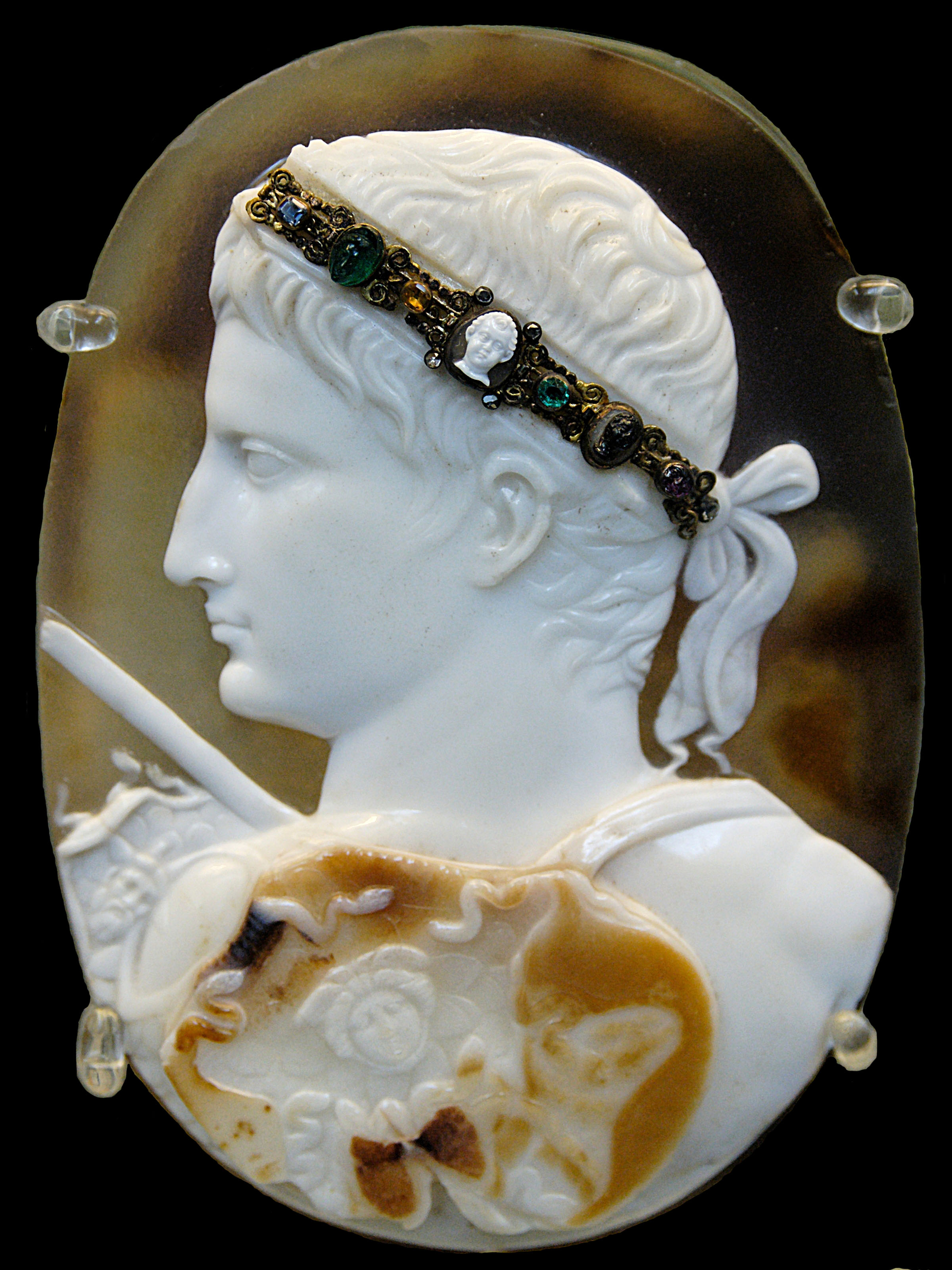
Camée Blacas (British Museum) datant du début du Ier siècle avant Jésus Christ et qui représente l'empereur Auguste

Elles furent célébrées pour la première fois en -19 en l'honneur d'Auguste, lorsqu'il fut revenu à Rome, après avoir réglé les affaires de l'Orient. Parmi les honneurs qui lui furent décernés à cette occasion, il accepta seulement qu'un autel fût consacré à la Fortune qui l'avait ramené et que le jour de son retour fût classé parmi les fêtes sous le nom d'Augustalia. 
À cette occasion des jeux semblables à ceux par lesquels on fêtait sa naissance furent donnés dans le Circus Maximus, aux ides d'octobre, et renouvelés les années suivantes par les soins des consuls : ces jeux furent appelés ludi augustales. Ils ne furent toutefois inscrits dans les fastes comme fête annuelle, en vertu d'un sénatus-consulte, qu'à dater de 767 (14 apr. J.-C.). 
Après la mort d'Auguste, le trésor public en fit les frais, et les tribuns de la plèbe furent chargés d'y veiller. Plus tard, cette charge incomba au préteur pérégrin. 
Les fêtes duraient du 5 au 12 octobre et étaient précédées d'une procession dans le cirque, dans laquelle on promenait, probablement dans des chars et sur des litières, les images d'Auguste, de son Génie, celles de l'empereur régnant, etc. Les magistrats qui présidaient aux jeux figuraient dans cette procession avec le costume triomphal.
Le nom d'Augustalia (Sebasta, Sebasmia, Augoustalia, Augousteia), est souvent aussi donné à des jeux célébrés hors de Rome en l'honneur d'Auguste, le jour de sa naissance ou en d'autres circonstances. 